# Étienne de Silhouette
Étienne de Silhouette (Llemotges, 5 de juliol de 1709 - Bry-sur-Marne, 20 de gener de 1767) va ser un polític francès del segle xviii.
Nasqué a Llemotges on el seu pare Arnaud de Silhouette (o de Zulueta en basc, ja que era originari de Biarritz) havia estat destinat com a administrador borbònic. De Silhouette estudià finances i economia i passà un any a Londres aprenent sobre l'economia britànica.
Étienne de Silhouette va ser ministre de finances de França entre març i novembre de 1759, durant el regnat del rei Lluís XV. Per afavorir el lliure comerç a França, va eliminar alguns impostos i en el seu lloc n'establí altres de nous que van operar en un mercat francès unificat.
Les seves mesures per regular l'economia francesa van ser criticades per diverses persones de la noblesa, entre ells el filòsof Voltaire, qui deia que no eren adequades per a aquella època, a causa de la situació socioeconòmica a França.
La seva conducta garrepa va fer que s'emprés la paraula "silhouette" (actualment coneguda com a "silueta") a tot allò que és simple, barat o no té trets distintius.